# David Graham (Schauspieler)

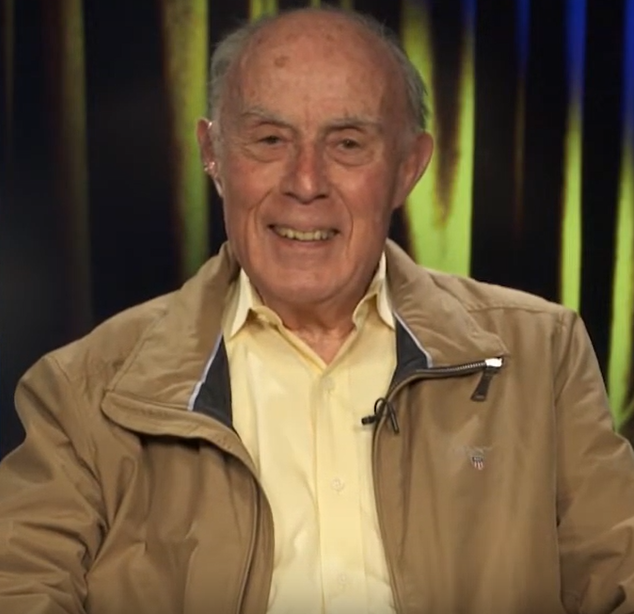
David Graham (2016)

David Michael Graham (* 11. Juli 1925 in London; † 20. September 2024) war ein britischer Schauspieler.

## Leben
David Graham wuchs gemeinsam mit einer älteren Schwester in London auf. Nach seinem Schulabschluss absolvierte er zunächst eine Ausbildung zum Mechaniker. Seinen Militärdienst absolvierte er bei der Royal Air Force.
Seine professionelle Schauspielausbildung absolvierte Graham bis Mitte der 1950er-Jahre an einer Schauspielschule in London. Als Bühnendarsteller wirkte er in mehreren Theaterstücken mit, wie beispielsweise von William Shakespeare. Als Schauspieler vor der Kamera wirkte Graham von 1956 bis 2021 in über 100 Film- und Fernsehproduktionen mit, darunter auch in zahlreichen Fernsehserien wie Doctor Who und The Bill. Daneben war Graham auch als Synchronsprecher für Animationsfilme und Zeichentrickfilme tätig, wie beispielsweise für Asterix – Sieg über Cäsar, Thunderbirds und PAW Patrol. Seit 2004 sprach er im englischen Original der Serie Peppa Wutz den Opa. Im Jahr 2021 zog sich Graham aus dem Rampenlicht zurück.
David Graham starb am 20. September 2024 im Alter von 99 Jahren.

## Deutsche Synchronsprecher
Im deutschsprachigen Raum hatte David Graham keinen Standardsprecher und wurde unter anderem von Norbert Gescher, Randolf Kronberg, Helmut Krauss, Joachim Tennstedt und Wolfgang Völz synchronisiert.

## Filmografie (Auswahl)
- 1956: Dr. Jekyll und Mr. Hide (Fernsehserie)
- 1958: Ivanhoe (Fernsehserie, 1 Folge)
- 1963–1979: Doctor Who (Fernsehserie, 35 Folgen)
- 1964: Simon Templar (Fernsehserie, 1 Folge)
- 1965: Geheimauftrag für John Drake (Fernsehserie, 1 Folge)
- 1967: Mit Schirm, Charme und Melone (Fernsehserie, 2 Folgen)
- 1970: Die 2 (Fernsehserie, 1 Folge)
- 1970: Die Spezialisten (Fernsehserie, 1 Folge)
- 1971: Coronation Street (Fernsehserie, 1 Folge)
- 1987: EastEnders (Fernsehserie, 1 Folge)
- 1992: Emmerdale (Fernsehserie, 1 Folge)
- 1995: The Bill (Fernsehserie, 1 Folge)
- 1997: Inspector Barnaby (Fernsehserie, 1 Folge)
- 2003: Doctors (Fernsehserie, 1 Folge)